# Sveti Marko (Bucht von Kotor)
Die Insel Školj (auch Sveti Marko, Stradioti) ist die größte Insel in der Bucht von Kotor und neben der Blumeninsel und Gospa od Milosti eine der drei Inseln im Becken von Tivat, bekannt auch als Krtoljski-Archipel. 
Im Mittelalter hieß die Insel Sveti Gavrilo (dt. „Heiliger Gabriel“), nach einer Nemanjiden-Stiftung, dem orthodoxen Kloster gleichen Namens. Während der venezianischen Herrschaft bekam die Insel den Namen Stradioti, nach einer Kaserne venezianischer Soldaten griechischen Ursprungs, den stradiotes. Von 1968 bis 1990 befand sich auf der Insel die attraktive Ferienanlage Sveti Marko, von der sich die heutige Bezeichnung der Insel herleitet.